# Скручено видовжений трисхилий бікупол

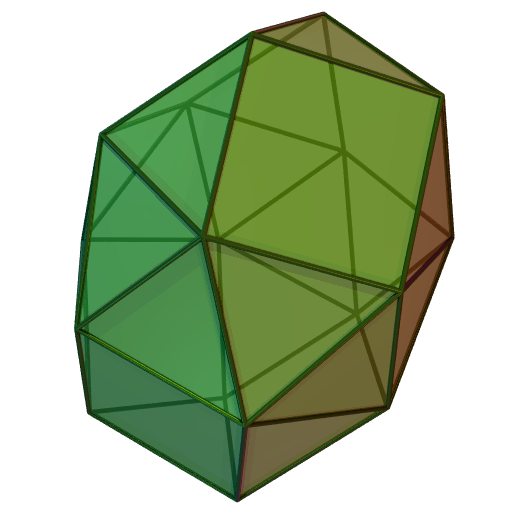
Скручено видовжений трисхилий бікупол

Скручено видовжений трисхилий бікупол — один з багатогранників Джонсона (J44 за Залгаллером — М4 + А6 + М4).
Цей багатогранник складається з 26 граней: 20 правильних трикутників і 6 квадратів. Кожна квадратна грань оточена чотирма трикутними; серед трикутних граней 2 оточені трьома квадратними, 6 — двома квадратними і трикутною, 6 — квадратними і двома трикутними, 6 — трьома трикутними.
Така фігура має 42 ребра однакової довжини: 24 ребра розташовані між квадратною і трикутною гранями, а решта 18 — між двома трикутними.
У скручено видовженого трисхилого бікупола 18 вершин. У 6 вершинах з'єдуються дві квадратних і дві трикутних грані; в інших 12 — одна квадратна і чотири трикутних.
Скручено видовжений трисхилий бікупол можна отримати з двох трисхилих куполів (J3) і правильної шестикутної антипризми, всі ребра в якої рівні, приклавши шестикутні грані куполів до основ антипризми.

Це один з п'яти хіральних багатогранників Джонсона (разом з J45, J46, J47 і J48), що існують у двох різних дзеркально-симетричних (енантіоморфних) варіантах — «правому» та «лівому».

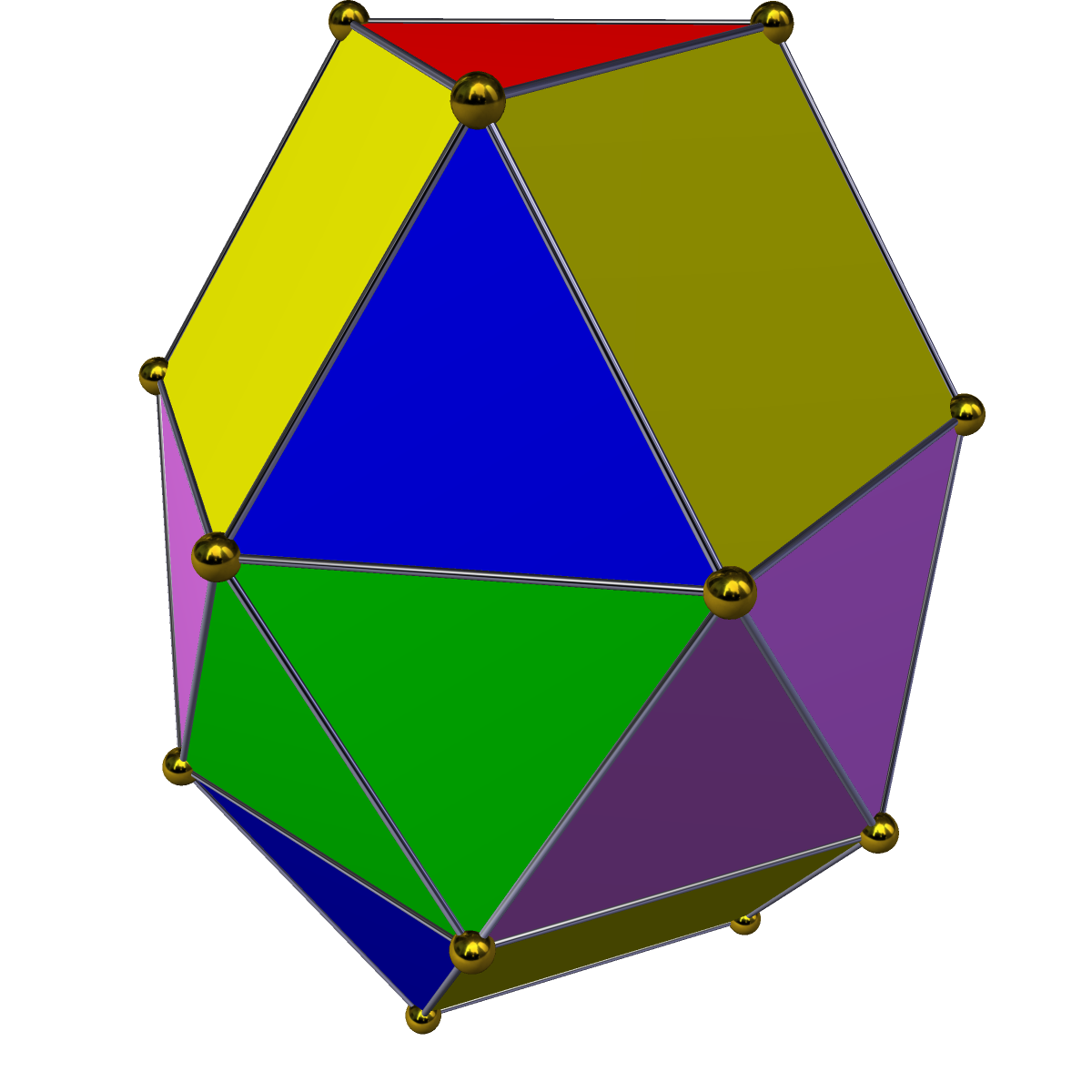
«Правий» варіант
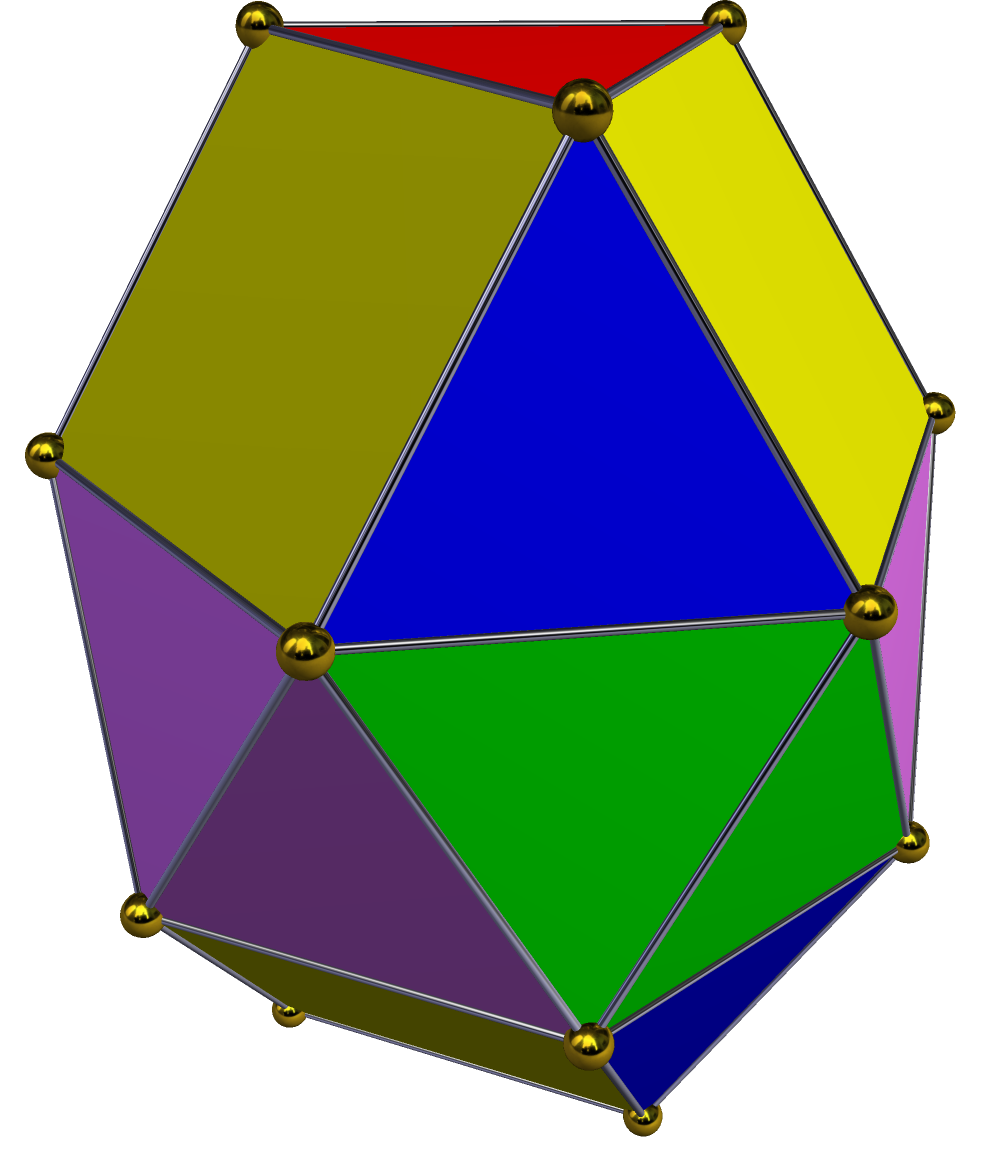
«Лівий» варіант

Крім того, серед багатогранників Джонсона це єдиний з групою симетрії D3.

## Метричні характеристики
Якщо скручено подовжений трисхилий бікупол має ребро довжини {\displaystyle a}, його площа поверхні і об'єм мають вигляд:
{\displaystyle S=\left(6+5{\sqrt {3}}\right)a^{2}\approx 14{,}6602540a^{2},}
{\displaystyle V={\sqrt {2}}\left({\frac {5}{3}}+{\sqrt {1+{\sqrt {3}}}}\right)a^{3}\approx 4{,}6945644a^{3}.}